# Siegfried Steller
Siegfried Steller (* 8. Februar 1928 in Berlin; † 5. Februar 2010) war ein deutscher Leichtathlet, der sich auf den Langstreckenlauf spezialisiert hatte.

## Karriere
Siegfried Steller startete für den SC Charlottenburg.
Stellers Karriere begann mit dem zweiten Platz im 10.000-Meter-Lauf bei den Deutschen Meisterschaften 1950 in Stuttgart. Zwei Jahre später wurde er auf dieser Distanz Dritter. Über 5000 Meter wurde er 1951 Dritter und siegte er 1952 in Berlin.
Siegfried Steller lief von 1951 bis 1955 bei neun Länderkämpfen im Nationaltrikot.

## Bestleistungen
- 5000 Meter: 14:37,8 Minuten, 20. Juni 1954 in Kouvola
- 10.000 Meter: 30:50,2 Minuten, 2. September 1952 in Kouvola